# Doug Ingle
Doug Ingle (n. 9 septembrie 1945, Omaha, Nebraska, SUA – d. 24 mai 2024) a fost unul din membrii fondatori al trupei Iron Butterfly pentru care a cântat la orgă și voce, fiind și principalul compozitor al formației. A cântat pentru o scurtă perioadă și cu grupul pop Stark Naked and the Car Thieves, la începutul anilor 1970, după ce a părăsit Iron Butterfly.